# Pteropurpura graagae
Pteropurpura graagae, tên tiếng Anh: stag shell, là một loài ốc biển, là động vật thân mềm chân bụng sống ở biển thuộc họ Muricidae, họ ốc gai.